# Atelier des Lumières
L’Atelier des Lumières est un centre d’art numérique situé au 38 rue Saint-Maur dans le 11e arrondissement de Paris. Créé par Culturespaces, il a ouvert ses portes le 13 avril 2018.

## Historique

### Fonderie du Chemin-Vert
Avant de devenir un centre d’art numérique, l’Atelier des Lumières était une fonderie d’acier dite « Fonderie du Chemin-Vert » ouverte en 1835 par les frères Plichon.
Cette fonderie, qui sera propriété de 4 générations de Plichon, est une affaire florissante pendant plus de 100 ans.
La crise économique de 1929 provoque la fermeture de la fonderie. Elle est vendue à la famille Martin, les actuels propriétaires, en 1935.

### Achat et travaux
Culturespaces cherchait un lieu pouvant accueillir un centre d'art numérique présentant des expositions immersives ; le choix s'est porté, après deux ans de recherche d'un lieu qui soit à la fois porteur d'une identité et disposant de vastes espaces, sur la fonderie du Chemin-Vert en 2017. Deux ans de travaux sont nécessaires avant l'ouverture au public, le 26 avril 2018. Cette réhabilitation s'inscrit dans la tendance de la revalorisation et la transformation du patrimoine industriel parisien, dans la lignée de la Société des cendres, des Grands Moulins de Paris, la gare frigorifique de Paris-Ivry, ou la Station F de la Halle Freyssinet.
Près de 80 ans plus tard, Bruno Monnier, président de Culturespaces redécouvre ce patrimoine industriel oublié et décide d’en faire un centre d’art numérique où seront projetés des expositions immersives consacrées aux plus grands artistes de l’histoire de l’art et des créations plus contemporaines.
L’Atelier des Lumières a ouvert ses portes le 13 avril 2018.

### Historique des expositions

#### Salle principale
- « Gustav Klimt » (13 avril 2018 - 6 janvier 2019), programme long réalisé par Gianfranco Iannuzzi, Massimiliano Siccardi et Renato Gatto. Cette exposition présente les œuvres du peintre Gustav Klimt, figure majeure de la Sécession viennoise[3].
- « Hundertwasser, sur les pas de la Sécession viennoise » (13 avril 2018 - 6 janvier 2019), programme court réalisé par Gianfranco Iannuzzi, Massimiliano Siccardi et Renato Gatto. Cette exposition invite à voyager dans le monde coloré d’Hundertwasser, héritier de Klimt.
- Terra Magnifica, Yann Arthus-Bertrand (19 octobre - 4 novembre 2018)[4]
- « Van Gogh, La nuit étoilée » (22 février - 31 décembre 2019), par Gianfranco Iannuzzi, Renato Gatto et Massimiliano Siccardi[5].
- « Monet, Renoir... Chagall. Voyages en Méditerranée » (du 28 février 2020 au 31 octobre 2020) par Gianfranco Iannuzzi, Renato Gatto, et Massimiliano Siccardi [6]
- « Dalí, l’énigme sans fin » (19 mai 2021 - 2 janvier 2022) par Gianfranco Iannuzzi, Renato Gatto et Massimiliano Siccardi
- « Cezanne, Lumières de Provence » (18 février 2022 - 2 janvier 2023) par Gianfranco Iannuzzi[7].
- «Océans, L'Odyssée immersive » (20 octobre 2023 au 7 janvier 2024)
- «L'Égypte des Pharaons. De Khéops à Ramsès II » (9 février 2024 au 5 janvier 2025). Une exposition événement qui propose une immersion dans les chefs d'oeuvre égyptiens[8].

#### Salle secondaire
- Verse, Thomas Vanz et Jonathan Fitas, du 22 Février au 6 janvier 2020

- Colours X Colours, Thomas Blanchard et Oilhack, du 7 septembre 2018 au 6 janvier 2019[9]
- « POETIC_AI » (du 13 avril au 6 septembre), création contemporaine réalisée par le collectif Ouchhh.

## Lieu d'exposition

### Installation technique
Développées par Culturespaces, les expositions numériques immersives sont conçues à partir de milliers d’images d’œuvres d’art numérisées, diffusées en très haute résolution via la fibre optique et mises en mouvement au rythme de la musique. Elles sont rendues possibles par une installation vidéo de 140 projecteurs et un son spatialisé grâce à 50 enceintes , adapté aux contraintes du lieu et conçu sur mesure,.
Ces expositions numériques sont développées à l'aide de la technologie AMIEX (Art and Music Immersive Experience), développée par Culturespaces depuis 2012. Cette technologie utilise des projecteurs Barco. Cet ensemble de projecteurs spécialement calibrés permet aux images d'épouser toutes les formes de l'ancienne fonderie.
Le site propose deux salles de projection : la salle principale appelée « la Halle » et une salle secondaire, « le studio ». Le Studio est un bar, totalement insonorisé par rapport à l’espace principal. C'est un espace consacré à des œuvres multimédias de jeunes créateurs et réalisateurs.

### Les expositions numériques
L'Atelier des Lumières propose des expositions dites « immersives » : le visiteur est invité à déambuler dans l'espace où il peut découvrir des milliers d'images numérisées d’œuvres d'art au son d'une composition musicale. Ce qui donne l'impression d'être plongé dans les tableaux.
Ces expositions, produites par Culturespaces, sont réalisées par le directeur artistique Gianfranco Iannuzzi, concepteur d’espaces et d’expositions immersives qui réaménage artistiquement des lieux atypiques.
La musique de l'exposition Klimt reprend des œuvres symphoniques classiques (Symphonie n°9 de Ludwig van Beethoven) ou plus contemporaines (l'Etude n°2 de Philip Glass et Glass Recomposed de Luca Longobardi).

### Art en immersion
Depuis la création de l'Atelier des Lumières, la Fondation Culturespaces a créé « Art en immersion » : un programme d'activités destinées aux enfants en difficulté, éloignés de l'offre culturelle. Ce programme est destiné aux enfants de 6 à 10 ans. Il se divise en quatre étapes : un atelier pédagogique, une visite libre de l’Atelier des Lumières, un atelier créatif et une mini exposition dans l’école ou la structure d’accueil. 70 structures sociales participent à ce projet avec environ 2 300 enfants.

### Rapport à l'art
Le Journal des Arts explique que le public visé n'est pas avant tout celui des connaisseurs du monde de l'art et de la culture mais plutôt les familles et les jeunes qui n'ont pas l'habitude de visiter les musées. L'Atelier des Lumières vise à la fois un public familial, qui n'oserait pas franchir la porte des musées, et un public de spécialiste, curieux de découvrir un artiste d'une manière inédite. Télérama note d'ailleurs la légèreté de l'aspect pédagogique proposé. Adrien Goetz, du Figaro, trouve qu'il s'agit d'une démarche visant uniquement à engranger des entrées, détruisant la subtilité des œuvres au profit d'une expérience plaisante et sans subtilité. Cécile Guilbert, dans La Croix, abonde dans ce sens, y voyant une création cherchant à empêcher de penser, un étouffement de l'art par la culture. Mathilde Serrell de France Culture nuance ces propos, y voyant un moyen de toucher les 25 % de personnes n'allant jamais au musée, tant que le type d'exposition proposé par l'atelier des lumières vient compléter l'offre culturelle classique plutôt que de s'y substituer. Bruno Monnier, Président de Culturespaces, explique dans une interview des Echos qu'il souhaite mêler plaisir et culture tandis que les musées de l'Hexagone opposent encore trop souvent les dimensions scientifique et ludique.
Le magazine ELLE parle d'« expérience » dont l'ambition n’est pas de remplacer les musées mais c’est plutôt de donner envie d'y retourner et de les voir sous un œil rafraîchi[réf. nécessaire]. Jérôme Glicenstein abonde dans ce sens, y voyant une « réflexion est intéressante, [un] travail d’interprétation, comme dans un livre de collages. Certes, c’est une forme de trahison de l’artiste, mais elle est assumée. Ce qui prévaut est l’expérience partagée ». Il rapproche les expositions immersives d'autres dispositifs artistiques comme les carrousels ou les spectacles son et lumière.

### Fréquentation
Pour sa première année d'ouverture, l'Atelier des Lumières a accueilli plus d'un million de visiteurs, dont 12 % ont moins de 25 ans,. Le lieu d'exposition annonce la même fréquentation pour 2022.

### Lien avec le quartier
Les restaurateurs du XIe arrondissement ont vu leur chiffre d'affaires significativement augmenter à la suite de l'ouverture de l'Atelier des lumières. L'afflux touristique nouveau est célébré par ceux qui trouvent que le quartier en devient plus vivant, regretté par d'autres pour qui il perd son charme.